# Rhineuridae
Rhineuridae — родина плазунів з підряду Амфісбен. Інша назва «північноамериканська амфісбена». Виділено в самостійну родину лише у 1951 році. Має 18 родів, з яких 17 вже вимерли. Сьогодні існує лише рід Rhineura, представлений 1 видом — флоридською амбісфеною (Rhineura floridana)

## Опис
Флоридська амбісфена сягає довжини 18-30 см. У деяких особин можуть бути кінцівки, зовнішні вуха та очі, у деяких — ні. Голова маленька, стиснута з боків, тулуб має прямокутну форму. Хвіст короткий, сплощений. Зверху хвоста розташовані поперечні рядки шорстких горбиків. Колір шкіри сіруватий, білуватий, жовтуватий, матовий.

## Спосіб життя
Полюбляє суху місцину, піщані ґрунти, не зовсім густу рослинність. Живе у землі. З'являється тільки під час сильного дощу. У разі небезпеки, забирається в нору, хвостом вперед. Живиться комахами, дощовими червами, павуками та іншими безхребетними.
Це яйцекладний плазун. Навесні відкладає до 2 яєць, які мають витягнуту форму.

## Розповсюдження
Мешкає лише у північній та центральній частині штату Флорида (США).

## Вимерлі роди
- †Changlosaurus
- †Crythiosaurus
- †Dyticonastis
- †Hadrorhineura
- †Hyporhina
- †Jepsibaena
- †Lestophis
- †Listromycter
- †Lophocranion
- †Macrorhineura
- †Oligodontosaurus
- †Omoiotyphlops
- †Ototriton
- †Plesiorhineura
- †Protorhineura
- †Pseudorhineura
- †Spathorhynchus